# 전생현자의 이세계 라이프 ~제2의 직업을 얻어 세계최강이 되었습니다~
전생현자의 이세계 라이프 ~제2의 직업을 얻어 세계최강이 되었습니다~(転生賢者の異世界ライフ 〜第二の職業を得て、世界最強になりました〜)는 신코 쇼토(작가), 카지바나 후우키(일러스트)가 원작한 일본의 라이트 노벨 소설 작품이다. 「소설가가 되자」에서 2017년 10월부터 웹 소설로 발간 중에 서적화해, 2018년 5월 12일부터 GA 문고(소프트뱅크 크리에이티브)에서 간행.

## 줄거리
타세계로 소환된 전 블랙 기업의 회사원 사노 유지는 모험가에게는 적합하지 않은 『마물꾼(테이머)』이었지만, 마물꾼으로서는 규격 외의 재능을 간직하고 있었다.테임 한 슬라임의 스킬과 마도서 유래의 마법을 습득해 새롭게 획득한 직업 「현자」의 힘을 조합하는 것으로 최강 클래스의 기술을 내보낼 수 있게 된 유지는, 자신의 강도에 무자각한 채 모험자가 되어, 다른 세계의 상식을 깨는 무쌍함을 발휘해 나간다.